# Антропометрија
Антропометрија је метод мјерења морфолошких карактеристика људског тијела и његових сегмената.
У античко доба вршена су извјесна а. мјерења, а кипари су користили мјерења за пропорционирање статуа људи. Прва мјерења регрута почињу 1741. у Норвешкој, касније Финској, Шведској и Русији, чиме се зачела војна антропометрија.
При испитивању физичке развијености мјере се: висина, тежина, обими (трбуха, груди, подкољенице, надлактице), дебљина набора коже и биакромијални, биделтоидни, и бикристални дијаметри. Добијени резултати означавају физичку активност поређењем с стандардима и ндексима.
Метод стандарда узима за мјеру статистичке податке веће популације. Метод индекса узима 2 или више величина од измјереног испитаника, прорачунава однос, и упоређује га с нормама.
У новије вријеме антропометријска испитивања се не узимају као једино мјерило развијености, већ у склопу са испитивањима кардио-васкуларног система и тестовима тјелесне способности.